# Голди Парин-Матей
Елизабет Шарлоте (Голди) Парин-Матей (на немски: Elisabeth Charlotte (Goldy) Parin-Matthèy) е швейцарски психоаналитик и анархист.

## Биография
Родена е на 30 май 1911 година в Грац, Австро-Унгария, в семейството на Август и Франциска Матей. Нейният баща е художник. Семейството притежава фабрика за литография – прочутия Литографски институт Матей. След продажбата на завода в началото на 1920, семейството губи цялото си състояние. Между 1933 и 1934 отива във Виена, където работи с Август Айхорн. След това отива в Испания по време на Гражданската война да помага с медицинските си умения. След аншлуса на Австрия с Германия, Голди Матей заминава за Цюрих, където остава до 1952 г. Там среща бъдещия си мъж Паул Парин. Заедно с него Фриц Моргенхалер и брат си заминават за Югославия, където помагат като лекари на местното съпротивително движение. След войната се връща в Швейцария, където се подлага на анализа при Рудолф Брун и става член на Швейцарското психоаналитично общество. Голди и Паул се оженват през 1955 г. Между 1954 и 1971 г. двамата обикалят Африка заедно с Фриц Моргенхалер, където извършват проучвания на душевния живот на догоните и агните. Тримата заедно и Жорж Дьоврьо основават етнопсихоанализата.
Умира на 25 април 1997 година в Цюрих на 85-годишна възраст.